# Сагир
Саги́р (каз. Сағыр) — село у складі Уланського району Східноказахстанської області Казахстану. Адміністративний центр Аблакетського сільського округу.
Населення — 1600 осіб (2021; 1852 у 2009, 1676 у 1999, 1583 у 1989).
Національний склад станом на 1989 рік:
- казахи — 49 %
- росіяни — 47 %

До 2007 року село називалось Ленінка.